# Sallie Aprahamian
Sallie Aprahamian est une réalisatrice et scénariste britannique.

## Filmographie

### Comme scénariste
- 1991 : EastEnders (série télévisée) (2 épisodes)

### Comme réalisatrice
- 1993 : Eldorado (série télévisée) (6 épisodes)
- 1997 : This Life (série télévisée) (6 épisodes)
- 1998 : City Central (série télévisée) (2 épisodes)
- 1999 : The Lakes (série télévisée) (4 épisodes)
- 1999 : Extremely Dangerous (mini-série) (4 épisodes)
- 2000 : The Sins (mini-série) (3 épisodes)
- 2001 : Teachers (en) (série télévisée) (2 épisodes)
- 2002 : Outside the Rules (téléfilm)
- 2003 : Real Men (téléfilm)
- 2008 : Broken Lines
- 2005-2009 : The Bill (série télévisée) (8 épisodes)
- 2012 : Lip Service (série télévisée) (3 épisodes)
- 1994-2012 : Casualty (série télévisée) (5 épisodes)
- 1995-2014 : EastEnders (série télévisée) (10 épisodes)
- 2014 : Wolfblood (série télévisée) (4 épisodes)
- 2014-2016 : The Dumping Ground (série télévisée) (14 épisodes)
- 2017 : Amandine Malabul, sorcière maladroite (The Worst Witch) (série télévisée) (3 épisodes)
- 2018 : Hetty Feather (série télévisée) (5 épisodes)
- 2018 : Doctor Who (série télévisée) (2 épisodes)